# Bomberos Universitarios UNEG
El Cuerpo de Bomberos Universitarios de la Universidad Nacional Experimental de Guayana es institución apolítica de carácter docente y de servicios, orientado a la formación integral de sus miembros, de manera que son capaces de participar en el desarrollo del país desde sus diferentes especialidades, a través de la educación como premisa fundamental.
El Cuerpo de Bomberos UNEG (CBUNEG), surge de la necesidad de contar con un grupo de personas, debidamente organizadas y capacitadas en las áreas de Soporte Básico de Vida, Rescate y Salvamento e Incendio, para enfrentar cualquier situación de Emergencias que se presente en la comunidad universitaria y su entorno.
El CBUNEG fue fundado el 22 de mayo de 1992; desde entonces se han realizado veinte (XX) Promociones conformadas por la comunidad universitaria, quienes alternan sus actividades académicas y laborales con actividades del CBUNEG y obtienen un certificado de Bombero Profesional Universitario, que les permite abrirse paso en una profesión digna.
En la actualidad El Cuerpo de Bomberos UNEG cuenta con 6 sedes ubicadas en Villa Asia, Ciudad Universitaria, Upata, Ciudad Bolívar ,Guasipati y El Callao.

## Misión
Contribuir a la prevención y seguridad de las vidas y bienes de la Comunidad Universitaria, valiéndose para ello de la prevención, extinción e investigación de incendios, inspecciones e instalaciones universitarias, atención prehospitalaria, rescate salvamento y traslado de pacientes, guardias de prevención en diferentes eventos (deportes, culturales, académicos, etc.) y concientización de la población en general mediante el desarrollo de actividades de carácter educativo-preventivo con la finalidad de que los individuos incrementen su capacidad de auto protección contra desastres o accidentes que puedan afectar su seguridad.

## Visión
Consolidarse como institución dentro de la Universidad Nacional Experimental de Guayana, de manera que pueda obtener la dotación de equipos y recursos Humanos necesario para satisfacer las necesidades relacionadas con el servicio que se hagan presente en un determinado momento, dentro de la comunidad universitaria, así como también extender su ámbito de acción a las zonas adyacentes a ella, previo acuerdo con el Cuerpo de Bomberos del Municipio Caroní.

## Objetivos
El objetivo principal de esta institución es contribuir a la prevención y seguridad de las vidas y bienes de la ciudadanía en cooperación con otros organismos, así como también desarrollar actividades de carácter educativo - preventivo, con la finalidad de que los individuos incrementen su capacidad de autoprotección contra desastres o accidentes que puedan afectar su seguridad.

## Beneficios que Ofrece el Cuerpo de Bomberos UNEG
- Exoneración de Aranceles Universitarios.
- Seguro de Vida, Hospitalización y Cirugía.
- Asignación Económica.
- Oportunidad de realizar cursos de especialización.
- Acceso libre de Aranceles a toda actividad cultural que programe la Universidad.
- Brindar oportunidad de forjar líderes para el manejo de personal, equipos y recursos.
- Unidad de Crédito (02), Eje de Autoformación.

## Capacitación del Personal de CBUNEG
Desde su fundación la Institución ha contado con el valioso apoyo del Cuerpo de Bomberos de los Municipios Caroní y Piar, así como también de los Bomberos Industriales de Ciudad Bolívar, para capacitación del personal de nuestra institución.
El proceso de formación Bomberil UNEG va en función al siguiente Plan de Estudio:
- Módulo I: Cívica Bomberil.
- Módulo II: Atención Médica de Emergencia.
- Módulo III: Combate y Extinción de Incendios.
- Módulo IV: Rescate y Salvamento.
- Módulo V: Comunicaciones.
- Módulo VI: Seguridad y Prevención.

El Adiestramiento de los Aspirantes está a cargo de la División de Educación de CBUNEG.

## ¿Qué Hacen los Bomberos UNEG?
- Prestan servicio de Atención Médica de Emergencias.
- Realizan guardias de prevención en eventos Académicos, Deportivos, Científicos, Culturales, Religiosos, etc.
- Realizan traslados de pacientes.
- Imparten cursos, talleres y charlas Preventivas - Educativas a la comunidad.
- Brinda entrenamiento bomberil a sus miembros.
- Realizan inspecciones en instalaciones Universitarias.
- Prestan apoyo en la extinción de incendios en estructuras, vegetación y vehículos.

## Sedes
Universidad Nacional Experimental de Guayana - Cuerpo de Bomberos UNEG
- Central: Urbanización Ville Asia, Calle china UNEG sede Villa Asia en las instalaciones del comedor universitario, Puerto Ordaz.
- Ciudad Universitaria: Av. Atlántico, Ciudad Universitaria UNEG, Módulo II, Planta Baja al lado del Centro de excursionismo ecológico UNEG, Puerto Ordaz
- Ciudad Bolívar: Sede Jardín Botánico UNEG
- Upata: UNEG sede Upata en el Módulo de enfermería
- Guasipati y El Callao: Sede UNEG de Guasipati